# Chavarriella fallax
Chavarriella fallax là một loài bướm đêm trong họ Geometridae.